# 沈沅
沈沅（1880年—1965年9月3日），字芷馨。雲南省楚雄縣人。民國38年（1949年）在雲南省第三選區遞補當選第一屆立法委員。

## 生平[2][3]
- 國立北京法政專門學校法律本科畢業
- 雲南法政學堂教授
- 雲南都督府機要祕書
- 湖南高等審判廳推事、安徽蕪湖地方審判廳庭長、江蘇高等審判廳推事、江蘇高等法院庭長、江蘇高等法院推事兼庭長、四川高等審判廳廳長
- 川東道道尹
- 雲南高等法院第一分院院長
- 公務員懲戒委員會委員
- 民國54年9月3日病故[4]